# L'uomo senza gravità
(Oscar)
L'uomo senza gravità è un film del 2019 diretto da Marco Bonfanti. È stato presentato alla Festa del Cinema di Roma 2019 ed è distribuito nel mondo da Netflix.

## Trama
Oscar, nato nella clinica di un piccolo paese negli anni '80, durante una notte turbolenta, manifesta fin dai primi secondi di vita una caratteristica particolare: galleggia nell'aria come se non avesse peso. Vola nella stanza dell'ospedale, lasciando la mamma e la nonna stupite e letteralmente a bocca aperta. Oscar è affetto da “leggerezza”, una particolarità che gli permette di galleggiare come un palloncino. Per tutti gli anni '90, le due donne custodiscono questo segreto senza rivelarlo a nessuno, solo una bambina di nome Agata sa che Oscar ha questa specie di dono. Fino a quando Oscar, intorno all'anno 2010 (periodo di massima espansione della televisione) e ormai diventato adulto, decide di svelare a un mondo intriso di pesantezza il suo segreto e la sua identità per sentirsi accettato da tutti almeno una volta nella sua vita e avere la libertà di essere finalmente se stesso.
Come un moderno Pinocchio si addentrerà nel circo mediatico accompagnato da un manager senza scrupoli, che gli affibbierà anche un nome spendibile a livello internazionale: L'Uomo senza Gravità. Dopo un inizio inebriante, Oscar capirà presto però di essere stato solo sfruttato come un freak e fuggirà. Ai nostri giorni, proverà a rifarsi una vita occultato tra quelli che la società considera degli ultimi. Tutto cambierà quando, tra questi derelitti, incontrerà di nuovo l'amore della sua infanzia, Agata.

## Promozione
Il 14 ottobre 2019, in concomitanza con l'annuncio della partecipazione alla Festa del Cinema di Roma, è stato diffuso a livello globale il trailer da parte di Netflix.

## Distribuzione
Il film è stato distribuito nelle sale cinematografiche italiane da Fandango come evento speciale il 21, 22 e 23 ottobre 2019 e dal 1 novembre dello stesso anno da Netflix in tutto il mondo.